# Peter Putzer
Peter Putzer (* 7. September 1939 in Salzburg; † 15. August 2015) war ein österreichischer Rechtshistoriker.

## Leben
Nach der Matura 1959 studierte er Jura an der Universität Innsbruck und wurde 1964 zum Dr. iur. promoviert. Er war danach Hochschulassistent am ehemaligen Institut für Rechts- und Staatsphilosophie an der Universität Salzburg. Nach der Habilitation 1970 in Rechtsgeschichte wurde er 1973 außerordentlicher Universitätsprofessor für Deutsche Rechtsgeschichte, Österreichische Verfassungs- und Verwaltungsgeschichte und Deutsches Privatrecht an Universität Salzburg. Er lehrte am Fachbereich Sozial- und Wirtschaftswissenschaften. 2004 trat er in den Ruhestand. Er war Mitglied der Vereinigung für Verfassungsgeschichte. Putzer war jahrelang Leiter der Abteilung für Salzburger Rechtsgeschichte und Rechtsarchäologie sowie später Vorstand am ehemaligen Institut für Österreichische Rechtsgeschichte.
Seine Forschungsschwerpunkte waren die Deutsche Rechtsgeschichte sowie die österreichische Verfassungs- und Verwaltungsgeschichte. Er befasste sich zudem mit Wissenschafts-, Kunst-, Kirchen- und Salzburger Regionalgeschichte.

## Schriften (Auswahl)
- als Herausgeber mit Hans Lentze: Festschrift für Ernst Carl Hellbling zum 70. Geburtstag. Salzburg 1971, OCLC 721036749.
- Rechtspflege in Salzburg. Salzburg 1979.
- Das Salzburger Scharfrichtertagebuch. Wien 1985, ISBN 3-85437-010-5.
- als Herausgeber mit Otto Seger: Hexenprozesse in Liechtenstein und das Salzburger Rechtsgutachten von 1682. Wien 1987, ISBN 3-85437-021-0.
- mit Guntram Brummer, Georg Poensgen, Ulrike Schneiders: Der Überlinger Rathaussaal. Ein Kunstwerk aus dem Herbst des Mittelalters. Friedrichshafen 1993.
- als Herausgeber: Erhard Mock: Gesammelte Schriften. München 1994, ISBN 3-925845-46-1.
- Das kurfürstlich-salzburgische Wappen (1803–1805). Unken 1996.
- Zigeunerverfolgung im Salzburgischen. Saalfelden 1996.